# Wereldkampioenschap voetbal 2018 (Groep G) België - Tunesië
Dit artikel gaat over de wedstrijd in de groepsfase in groep G tussen België en Tunesië die gespeeld werd op zaterdag 23 juni 2018 tijdens het wereldkampioenschap voetbal 2018. Het duel was de 26e wedstrijd van het toernooi.

## Voorafgaand aan de wedstrijd
- België stond bij aanvang van het toernooi op de derde plaats van de FIFA-wereldranglijst.[1]
- Tunesië staat bij aanvang van het toernooi op de 21e plaats van de FIFA-wereldranglijst.[2]
- De confrontatie tussen de nationale elftallen van België en Tunesië vond drie maal eerder plaats.[3] Hiervan werden twee wedstrijden gewonnen door België en eindigde één duel in een gelijkspel.
- Het duel vond plaats in het Otkrytieje Arena in Moskou. Dit stadion werd in 2014 geopend en heeft een capaciteit van 45.360.

## Wedstrijdgegevens[4]
| Datum                | 23 juni 2018                                                                              | 23 juni 2018                                                                              |
| Wedstrijdnummer      | 26                                                                                        | 26                                                                                        |
| Stadion              | Otkrytieje Arena, Moskou                                                                  | Otkrytieje Arena, Moskou                                                                  |
| Toeschouwers         | 44.190                                                                                    | 44.190                                                                                    |
| Scheidsrechter       | Jair Marrufo                                                                              | Jair Marrufo                                                                              |
| Assistenten          | Corey Rockwell Juan Zumba                                                                 | Corey Rockwell Juan Zumba                                                                 |
| Vierde official      | Andrés Cunha                                                                              | Andrés Cunha                                                                              |
| Videoscheidsrechters | Mark Geiger Bastian Dankert (assistent) Joe Fletcher (assistent) Felix Zwayer (assistent) | Mark Geiger Bastian Dankert (assistent) Joe Fletcher (assistent) Felix Zwayer (assistent) |
| Man van de wedstrijd | Eden Hazard                                                                               | Eden Hazard                                                                               |
|                      | België                                                                                    | Tunesië                                                                                   |
| Doelpunten           | 5                                                                                         | 2                                                                                         |
| Gele kaarten         | 0                                                                                         | 1                                                                                         |
| Rode kaarten         | 0                                                                                         | 0                                                                                         |
| Wissels              | 3                                                                                         | 3                                                                                         |
| Schoten op doel      | 15                                                                                        | 9                                                                                         |
| Schoten naast doel   | 8                                                                                         | 6                                                                                         |
| Overtredingen        | 12                                                                                        | 13                                                                                        |
| Hoekschoppen         | 5                                                                                         | 2                                                                                         |
| Buitenspel           | 3                                                                                         | 3                                                                                         |
| Vrije trappen        | 16                                                                                        | 15                                                                                        |
| Balbezit (%)         | 52                                                                                        | 48                                                                                        |

| België | 5 – 2        | Tunesië |
| Eden Hazard 6' (pen.) Romelu Lukaku 16' Romelu Lukaku 45+3' Eden Hazard 51' Michy Batshuayi 90'                                                                                           | goals        | 18' Dylan Bronn 90+3' Wahbi Khazri |
| Roberto Martínez | bondscoach   | Nabil Maâloul |
| Thibaut Courtois Toby Alderweireld Jan Vertonghen Thomas Meunier Dedryck Boyata Axel Witsel Kevin De Bruyne Yannick Ferreira Carrasco Eden Hazard 68' Dries Mertens 86' Romelu Lukaku 59' | opstellingen | Farouk Ben Mustapha 41' Syam Ben Youssef Yassine Meryah 24' Dylan Bronn Ali Maâloul Saîf-Eddine Khaoui Wahbi Khazri 59' Ferjani Sassi Ellyes Skhiri Fakhreddine Ben Youssef Anice Badri |
| Marouane Fellaini 59' Michy Batshuayi 68' Youri Tielemans 86' | wissels      | 24' Hamdi Nagguez 41' Yohan Benalouane 59' Naïm Sliti |
| | gele kaarten | 14' Ferjani Sassi |
| | rode kaarten | |